# Tsubata, Ishikawa
Tsubata (津幡町 Tsubata-machi) là thị trấn thuộc huyện Kahoku, tỉnh Ishikawa, Nhật Bản. Tính đến ngày 1 tháng 10 năm 2020, dân số ước tính thị trấn là 36.957 người và mật độ dân số là 330 người/km2. Tổng diện tích thị trấn là 110,59 km2.